# 青山镇 (罗山县)
青山镇，是中华人民共和国河南省信阳市罗山县下辖的一个乡镇级行政单位。

## 行政区划
青山镇下辖以下地区：
双桥社区、王岗村、童桥村、双桥村、岳山村、孙楼村、周湾村、冲口村、青山村、孙岗村、寨里村、夏寨村、五里村、陈洼村和洪河村。